# Coppa del mondo di arrampicata 2010
La Coppa del mondo di arrampicata 2010 si è disputata dal 14 maggio al 13 novembre, nelle tre specialità lead, boulder e speed.

## Classifica maschile

### Generale
| Pos. | Atleta         |
| ---- | -------------- |
| 1    | Adam Ondra     |
| 2    | Jakob Schubert |
| 3    | Sachi Amma     |

### Lead
| Pos.                                                                        | Atleta                   | FRA      | CHN      | KOR     | BEL         | CHN | SLO | Punti |
| --------------------------------------------------------------------------- | ------------------------ | -------- | -------- | ------- | ----------- | --- | --- | ----- |
| 1                                                                           | Ramón Julián Puigblanque | 1        | 9        | 2       | 1           | 4   | 1   | 435   |
| 2                                                                           | Jakob Schubert           | 8        | 2        | 6       | 2           | 1   | 3   | 372   |
| 3                                                                           | Adam Ondra               | 9        | 1        | 4       | 3           | 8   | 2   | 340   |
| 4                                                                           | Patxi Usobiaga Lakunza   | 2        | 7        | 1       | 5           | 9   | 26  | 311   |
| 5                                                                           | Sachi Amma               | 4        | 5        | 3       | 7           | 6   | 18  | 261   |
| 6                                                                           | Gauthier Supper          | 6        | 3        | 16      | 4           | 10  | 4   | 256   |
| 7                                                                           | Manuel Romain            | 5        | 9        | 10      |             | 2   | 7   | 242   |
| 8                                                                           | David Lama               | 12       | 4        | 5       | 6           | 5   | 22  | 232   |
| 9                                                                           | Thomas Tauporn           | 28       | 9        | 15      | 9           | 3   | 5   | 209   |
| 10                                                                          | Jorg Verhoeven           | 3        | 16       | 11      | 10          |     | 6   | 197   |
| \| Legenda \| 1º posto \| 2º posto \| 3º posto \| A punti \| Senza punti \| |                          |          |          |         |             |     |     |       |
| Legenda                                                                     | 1º posto                 | 2º posto | 3º posto | A punti | Senza punti |     |     |       |

### Boulder
| Pos.                                                                        | Atleta                   | SUI      | AUT      | USA     | RUS         | NED | GBR | GER | Punti |
| --------------------------------------------------------------------------- | ------------------------ | -------- | -------- | ------- | ----------- | --- | --- | --- | ----- |
| 1                                                                           | Adam Ondra               | 2        | 2        |         | 1           | 4   | 1   | 1   | 515   |
| 2                                                                           | Kilian Fischhuber        | 1        | 1        | 3       | 3           | 3   | 10  | 4   | 450   |
| 3                                                                           | Tsukuru Hori             | 9        | 5        | 2       | 2           | 11  | 6   | 5   | 346   |
| 4                                                                           | Dmitry Sharafutdinov     | 7        |          |         | 4           | 1   |     | 2   | 278   |
| 5                                                                           | Rustam Gelmanov          | 18       | 11       | 28      | 5           | 6   | 5   | 6   | 243   |
| 6                                                                           | Stewart Watson           | 10       | 4        | 10      |             | 7   | 13  | 9   | 227   |
| 7                                                                           | Guillaume Glairon Mondet | 21       | 7        | 8       | 11          | 16  | 4   | 11  | 218   |
| 8                                                                           | Alexey Rubtsov           | 15       | 3        |         | 7           | 9   | 15  | 19  | 203   |
| 9                                                                           | Mykhaylo Shalagin        | 16       | 29       |         | 6           | 15  | 3   | 7   | 196   |
| 10                                                                          | Klemen Becan             | 5        | 25       | 21      | 12          | 17  | 8   | 13  | 173   |
| \| Legenda \| 1º posto \| 2º posto \| 3º posto \| A punti \| Senza punti \| |                          |          |          |         |             |     |     |     |       |
| Legenda                                                                     | 1º posto                 | 2º posto | 3º posto | A punti | Senza punti |     |     |     |       |

### Speed
| Pos.                                                                        | Atleta                 | ITA      | RUS      | FRA     | ITA         | CHN | KOR | CHN | Punti |
| --------------------------------------------------------------------------- | ---------------------- | -------- | -------- | ------- | ----------- | --- | --- | --- | ----- |
| 1                                                                           | Stanislav Kokorin      | 2        | 1        | 3       | 1           | 4   | 4   | 7   | 455   |
| 2                                                                           | Evgenii Vaitcekhovskii | 1        | 2        | 15      | 6           | 3   | 2   | 3   | 437   |
| 3                                                                           | Libor Hroza            | 3        |          | 1       | 4           | 5   | 3   | 2   | 416   |
| 4                                                                           | Sergey Sinitsyn        | 16       | 5        | 2       | 3           | 6   | 6   | 5   | 341   |
| 5                                                                           | Qixin Zhong            |          | 6        | 6       |             | 8   | 1   | 1   | 334   |
| 6                                                                           | Sergey Abdrakhmanov    | 5        | 7        | 33      | 16          | 1   | 7   | 15  | 279   |
| 7                                                                           | Ning Zhang             |          | 13       | 5       |             | 7   | 8   | 6   | 207   |
| 8                                                                           | Lukasz Swirk           | 6        | 29       | 9       | 2           |     |     | 10  | 200   |
| 9                                                                           | Maksym Osipov          | 11       | 3        | 10      | 5           |     |     |     | 181   |
| 10                                                                          | Zufar Nigmanov         |          | 8        | 4       | 15          |     |     | 9   | 154   |
| \| Legenda \| 1º posto \| 2º posto \| 3º posto \| A punti \| Senza punti \| |                        |          |          |         |             |     |     |     |       |
| Legenda                                                                     | 1º posto               | 2º posto | 3º posto | A punti | Senza punti |     |     |     |       |

## Classifica femminile

### Generale
| Pos. | Atleta        |
| ---- | ------------- |
| 1    | Jain Kim      |
| 2    | Akiyo Noguchi |
| 3    | Natalija Gros |

### Lead
| Pos.                                                                        | Atleta              | FRA      | CHN      | KOR     | BEL         | CHN | SLO | Punti |
| --------------------------------------------------------------------------- | ------------------- | -------- | -------- | ------- | ----------- | --- | --- | ----- |
| 1                                                                           | Jain Kim            | 42       | 1        | 1       | 1           | 1   | 1   | 500   |
| 2                                                                           | Mina Markovic       | 10       | 7        | 7       | 4           | 2   | 2   | 301   |
| 3                                                                           | Angela Eiter        | 5        | 4        | 3       | 3           | 5   | 4   | 291   |
| 4                                                                           | Natalija Gros       | 10       | 5        | 4       | 12          | 3   | 6   | 244   |
| 5                                                                           | Caroline Ciavaldini | 10       | 5        | 2       | 11          | 10  | 10  | 228   |
| 6                                                                           | Charlotte Durif     | 1        | 12       | 13      | 15          | 6   | 20  | 221   |
| 7                                                                           | Maja Vidmar         | 3        | 12       | 8       | 7           | 17  | 7   | 217   |
| 8                                                                           | Hélène Janicot      | 2        | 9        | 16      | 13          | 12  | 11  | 202   |
| 8                                                                           | Akiyo Noguchi       |          | 3        | 9       |             | 9   | 3   | 202   |
| 10                                                                          | Yuka Kobayashi      | 34       | 2        | 22      | 18          | 4   | 8   | 199   |
| \| Legenda \| 1º posto \| 2º posto \| 3º posto \| A punti \| Senza punti \| |                     |          |          |         |             |     |     |       |
| Legenda                                                                     | 1º posto            | 2º posto | 3º posto | A punti | Senza punti |     |     |       |

### Boulder
| Pos.                                                                        | Atleta          | SUI      | AUT      | USA     | RUS         | NED | GBR | GER | Punti |
| --------------------------------------------------------------------------- | --------------- | -------- | -------- | ------- | ----------- | --- | --- | --- | ----- |
| 1                                                                           | Akiyo Noguchi   | 2        | 1        | 7       | 4           | 4   | 3   | 1   | 455   |
| 2                                                                           | Anna Stöhr      | 9        | 5        | 2       | 1           | 1   | 9   | 2   | 448   |
| 3                                                                           | Chloé Graftiaux | 3        | 4        | 1       | 2           | 14  | 1   | 13  | 426   |
| 4                                                                           | Alex Johnson    | 1        | 6        | 5       | 13          | 9   | 2   | 14  | 341   |
| 5                                                                           | Juliane Wurm    | 13       | 10       | 3       | 15          | 2   | 5   | 7   | 299   |
| 6                                                                           | Natalija Gros   | 8        | 7        | 10      | 14          | 5   | 4   | 4   | 278   |
| 7                                                                           | Melissa Le Neve | 14       | 9        | 9       | 7           | 3   | 11  |     | 237   |
| 8                                                                           | Yulia Abramchuk | 11       | 14       |         | 5           | 24  | 6   | 6   | 207   |
| 9                                                                           | Cecile Avezou   | 4        | 11       | 13      | 11          | 23  | 8   | 17  | 198   |
| 10                                                                          | Jenny Lavarda   | 21       | 30       | 8       | 19          | 6   | 7   | 8   | 193   |
| \| Legenda \| 1º posto \| 2º posto \| 3º posto \| A punti \| Senza punti \| |                 |          |          |         |             |     |     |     |       |
| Legenda                                                                     | 1º posto        | 2º posto | 3º posto | A punti | Senza punti |     |     |     |       |

### Speed
| Pos.                                                                        | Atleta            | ITA      | RUS      | FRA     | ITA         | CHN | KOR | CHN | Punti |
| --------------------------------------------------------------------------- | ----------------- | -------- | -------- | ------- | ----------- | --- | --- | --- | ----- |
| 1                                                                           | Yuliya Levochkina | 1        | 1        | 4       | 5           | 1   | 4   | 5   | 461   |
| 2                                                                           | Kseniia Alekseeva | 2        | 4        | 1       |             | 2   | 2   | 3   | 460   |
| 3                                                                           | Edyta Ropek       | 3        | 16       | 2       | 1           | 4   | 5   | 1   | 451   |
| 4                                                                           | Cuilian He        |          | 12       | 3       |             | 3   | 1   | 2   | 338   |
| 5                                                                           | Xuhua Pan         |          |          | 6       |             | 5   | 3   | 4   | 218   |
| 6                                                                           | Olga Evstigneeva  | 4        | 2        | 13      |             | 7   |     |     | 204   |
| 7                                                                           | Alina Gaydamakina |          | 10       | 9       | 4           |     | 6   |     | 173   |
| 8                                                                           | Olena Ryepko      | 13       | 6        | 11      | 3           |     |     |     | 169   |
| 9                                                                           | Sara Morandi      | 7        | 18       | 17      | 2           |     |     |     | 157   |
| 10                                                                          | Lucelia Blanco    | 5        | 5        | 19      | 14          |     |     |     | 140   |
| \| Legenda \| 1º posto \| 2º posto \| 3º posto \| A punti \| Senza punti \| |                   |          |          |         |             |     |     |     |       |
| Legenda                                                                     | 1º posto          | 2º posto | 3º posto | A punti | Senza punti |     |     |     |       |